# Griechische Fußballnationalmannschaft (U-23-Männer)
Die griechische U-23-Fußballnationalmannschaft war eine Auswahlmannschaft griechischer Fußballspieler, die der Elliniki Podosferiki Omospondia unterlag.

## Geschichte
Diese Nationalmannschaft hatte seine erste Turnierteilnahme bei der Erstaustragung der U-23-Europameisterschaft im Jahr 1972. Hier bekam es die Mannschaft als einzigen Gegner in der Qualifikation mit der Schweiz zu tun. In beiden Spielen gelang jeweils ein Sieg und damit zog die Mannschaft in die Finalrunde ein. Im Viertelfinale traf die Mannschaft schlussendlich auf Dänemark, welche mit 5:2 am Ende besiegt werden konnten. Im Halbfinale ging es nach einem 1:4 gegen die Tschechoslowakei dann aber zu Ende. Bei der nächsten Austragung hatte man es in der Qualifikation dann schon schwerer und traf hier auf Ungarn und Jugoslawien. Am Ende gelang der Mannschaft nur ein einziger Sieg und landete so nur auf dem letzten Platz seiner Qualifikationsgruppe. Auch bei der Europameisterschaft 1976 gelang es wieder nicht sich zu qualifizieren und einzig gegen Polen gelang im Rückspiel einmal zumindest ein 2:1-Sieg.
Nach dieser Austragung wurde der Platz der Mannschaft von der U-21 eingenommen, welche seitdem bei der Qualifikation zu dem Turnier startberechtigt ist. Ob die Mannschaft danach noch etwaige Freundschaftsspiele ausgetragen hat, ist nicht bekannt.

## Ergebnisse bei der Europameisterschaft
| Jahr | Platzierung        |
| ---- | ------------------ |
| 1972 | Halbfinale         |
| 1974 | nicht qualifiziert |
| 1976 | nicht qualifiziert |